# Le Conte du frère mendiant

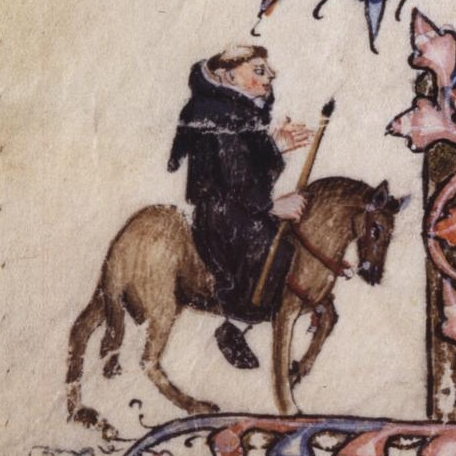
Enluminure du Frère mendiant dans le manuscrit Ellesmere.

Le Conte du frère mendiant (The Freres Tale en moyen anglais) est l'un des Contes de Canterbury de Geoffrey Chaucer. Il appartient au Fragment III (D) et prend place entre Le Conte de la bourgeoise de Bath et Le Conte de l'huissier d'église.

## Résumé
Le héros du conte est un huissier d'église, dont le travail consiste à convoquer les accusés devant les tribunaux ecclésiastiques. Corrompu, il n'hésite pas à extorquer de l'argent aux personnes qu'il est chargé de convoquer et se livre également au proxénétisme, entretenant des prostituées pour mieux faire condamner leurs clients.
Un jour, alors qu'il se rend chez une veuve âgée pour lui soutirer quelque argent, l'huissier croise la route d'un bailli tout vêtu de vert. Il se fait lui-même passer pour un bailli, ayant trop honte pour avouer sa véritable profession. Les deux hommes s'entendent bien et se jurent fidélité avant de poursuivre leur chemin de concert. Le bailli avoue se livrer à des extorsions, et l'huissier lui confesse la même chose. Lorsqu'il demande à son nouveau camarade de lui révéler son identité, il reçoit une réponse inattendue : le bailli est en réalité un démon tout droit venu de l'Enfer. L'huissier ne se démonte pas pour autant et ne se dédit pas de son serment de fidélité.
Sur leur route, les deux compagnons croisent un chariot de foin dont les chevaux refusent d'avancer, et le cocher, furieux, leur dit d'aller au diable. L'huissier suggère au démon d'obéir au vœu du cocher et de prendre le chariot et les chevaux, mais le démon refuse, car ce dernier ne pensait pas ce qu'il disait. Effectivement, quelques instants plus tard, les chevaux obéissent à leur maître, qui demande à Jésus de les bénir.
L'huissier et le démon arrivent ensuite chez la veuve. L'huissier l'accuse d'avoir couché avec un homme d'Église et la convoque devant le tribunal, mais elle affirme être trop malade pour se déplacer. Guère ému, l'huissier accepte de la blanchir contre douze pence, mais elle n'a pas cet argent et le supplie de faire preuve de charité, ce à quoi il répond qu'il préférerait être damné. Il tente ensuite de lui extorquer sa poêle neuve pour paiement d'une ancienne affaire d'adultère. La veuve s'exclame qu'elle n'a jamais été infidèle et lui dit d'aller au diable avec sa poêle. Le démon lui demande si elle pense ce qu'elle a dit, et elle répond par l'affirmative, d'autant que l'huissier refuse de se repentir. Il l'entraîne alors en Enfer pour lui faire souffrir mille tortures, que le Frère s'excuse de ne pas détailler. Il recommande à ses auditeurs de prier pour que tous les huissiers d'église se repentissent avant de finir en Enfer.

## Sources et rédaction
Les histoires où un fonctionnaire corrompu finit en Enfer après avoir été maudit par une de ses victimes sont populaires dans l'Europe de la fin du Moyen Âge. Les plus anciennes versions connues remontent à la première moitié du XIIIe siècle, chez les Allemands Der Stricker et Césaire de Heisterbach. Chaucer a pu s'inspirer des variantes anglaises de ce conte, qui figurent dans divers recueils d'exempla du XIVe siècle.

## Analyse
De la même façon que l'animosité entre le Meunier et le Régisseur s'est traduite par leurs fabliaux respectifs, le Conte du Frère mendiant semble être avant tout une attaque en règle contre un autre pèlerin, l'Huissier d'église, et l'on y retrouve des caractéristiques du fabliau (l'ancrage dans une réalité concrète, l'accent mis sur la tromperie). Cependant, ce conte est également construit comme un exemplum, un récit moral destiné à édifier ses auditeurs. Il fonctionne à plusieurs niveaux distincts : le Frère raconte l'histoire pour railler la rapacité des huissiers, mais lui-même est loin d'être exempt de reproches sur ce plan, comme le laisse entendre sa description dans le Prologue général. La satire de Chaucer s'étend ainsi à tous les hommes d'Église dont les actes ne sont pas en accord avec leurs vœux.